# Anima (Garten)

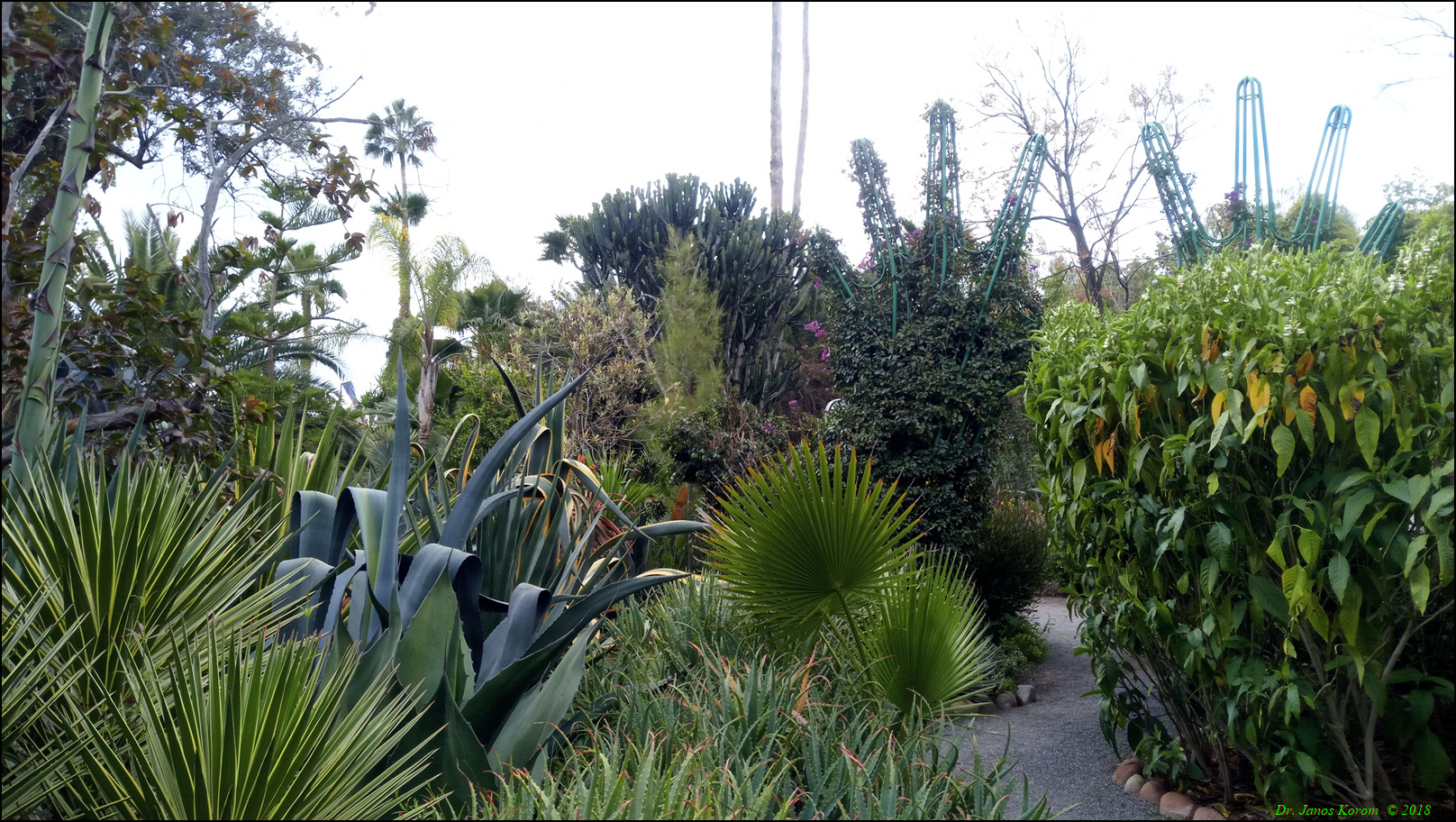
Vegetation im Animagarten (2018)

ANIMA (auch André Heller Garden oder Anima Garden) ist der Name eines 2016 eröffneten Gartens, gestaltet durch den österreichischen Universalkünstler André Heller und gelegen im Ourika-Tal nahe der marokkanischen Stadt Marrakesch. Vom Stadtzentrum nahe der Koutoubia-Moschee ist er über einen Shuttlebus erreichbar.
Der drei Hektar große Garten ist auf dem Gelände einer ehemaligen Rosenfarm entstanden. Neben zahlreichen botanischen „Inszenierungen“ sind auch Werke von Pablo Picasso, Keith Haring und weiteren internationalen Künstlern ausgestellt, als Wahrzeichen gilt allerdings ein gigantischer Mosaik-Kopf, der von Heller gestaltet wurde.
Geschäftsführer des Gartens ist Emanuel Rudas.